# Список музеев Тбилиси
Список музеев Тбилиси
В списке перечислены музеи, находящиеся в городе Тбилиси.

## Государственные музеи
| Фото | Название                                                           | Описание коллекций |
| ---- | ------------------------------------------------------------------ | --- |
|      | Государственный музей Грузии имени Симона Джанашиа                 | Представлены важнейшие археологические находки. |
|      | Музей истории Тбилиси                                              | Коллекция макетов старых тбилисских домов, образцы одежды, мебели и посуды, в основном, XIX века |
|      | Тбилисский этнографический музей                                   | Представлены традиционные для восточной Грузии постройки (дарбази), ажурные деревянные дома с соломенной или деревянной крышей из западной Грузии, сторожевые башни из провинций Хевсурети, Пшави и Сванетии, кахетинские винодельни и водяные мельницы, ранняя христианская базилика и семейная усыпальница с саркофагом VI—VII веков, традиционные предметы домашнего обихода — прялки, вязальные рамы, одежда, ковры, керамика и мебель. |
|      | Государственный музей искусств Грузии                              | Произведения грузинского, восточного, русского и европейского искусства. |
|      | Государственный музей грузинской литературы имени Георгия Леонидзе | Рукописи, живописные полотна и графические работы, скульптура, фотографии и негативы, книги, газеты и журналы, аудио-видео записи |
|      | Институт палеобиологии                                             | |
|      | Национальная картинная галерея Грузии                              | Произведения живописи, графики, скульптуры, художественные фотографии. |
|      | Институт археологии                                                | |
|      | Музей советской оккупации                                          | Посвящён периоду советской власти в Грузии (1921—1991), жертвам политических репрессий советского режима, повстанческим и национал-либеральным движениям Грузии. |

| Фото | Название                                                                                           | Описание коллекций |
| ---- | -------------------------------------------------------------------------------------------------- | --- |
|      | Государственный музей шёлка Грузии                                                                 | Сорта и виды коконов, гусениц-шелкопрядов и бабочек, тутовых растений, натуральных и синтетических красителей, образцы широкого ассортимента продукции из шелка                                                                                    |
|      | Государственный музей театра, музыки, кино и хореографии                                           | Более 300 000 экспонатов по истории театра, кино, цирка, фольклора, оперы и балета Грузии, о жизни выдающихся деятелей культуры. |
|      | Музей денег Грузии                                                                                 | Экспозиция музея охватывает историю денежного обращения в Грузии с VI в. до н. э. и до настоящего времени. Представлены также различные денежные знаки других стран мира.                                                                          |
|      | Государственный музей народного и прикладного искусства                                            | |
|      | Государственный музей грузинской народной музыки и музыкальных инструментов                        | |
|      | Музей авлабарской нелегальной типографии Кавказского союзного комитета Р.С.Д.Р.П. им. И.В. Сталина | Верхний дом, построенный для прикрытия типографии. Тоннель и подвал, где печатались материалы. Выставочный зал с копиями чертежей, документов, фотографий, вещей эпохи. Сохранился немецкий печатный станок, на котором печатали брошюры и газеты. |

### Дома-музеи
| Фото | Название                                               | Описание коллекций |
| ---- | ------------------------------------------------------ | --- |
|      | Дом-музей Николоза Бараташвили                         | Экспозиция музея посвящена жизни и творчеству рано умершего выдающегося грузинского поэта-романтика Николоза Бараташвили (1817—1845). В фондах музея более 2 000 экспонатов (личные вещи, фотоматериалы, живописные и графические работы, рукописи, старинная мебель и т. д.) |
|      | Дом-музей Михаила Джавахишвили                         | |
|      | Дом-музей Елены Авхледиани                             | |
|      | Дом-музей Наримана Нариманова                          | Представлены экспонаты, касающиеся повседневной жизни и творчества азербайджанского советского государственного деятеля Наримана Нариманова, его рукописи, книги, произведения, адресованные ему письма и др.                                                                 |
|      | Дом-музей Джалила Мамедкулизаде                        | |
|      | Дом Музей имени Верико Анджапаридзе и Михаила Чиаурели | |